# Conchita Puig
Conchita Puig-Barrata-Tissot (* 18. Januar 1953 in Aiguafreda) ist eine ehemalige spanische Skirennläuferin.

## Werdegang
Ihre sportlich aktive Zeit lag in der ersten Hälfte der 1970er Jahre, in der der spanische alpine Rennsport Anschluss an die Weltspitze fand. Wie ihr Teamkollege und Olympiasieger Francisco Fernández Ochoa ging Puig überwiegend in den Disziplinen Slalom und Riesenslalom sowie in der Kombination an den Start.
Sie nahm 1970 und 1974 an den Weltmeisterschaften teil. Bei den Weltmeisterschaften 1970 in Gröden erreichte sie mit Rang 9 in der Kombination ihre beste Platzierung. Vier Jahre später bei den Weltmeisterschaften in St. Moritz erreichte sie im Slalom ebenfalls Rang 9.
1972 war sie bei den Olympischen Winterspielen in Sapporo mit 19 Jahren jüngstes Mitglied des dreiköpfigen spanischen Teams. Mitte April 1972 gewann sie am Tonalepass (Region Trient) einen Riesenslalom. In der nacholympischen Saison erreichte sie am 2. Februar 1973 beim Slalom im österreichischen Schruns die einzige Platzierung auf dem Podest im Weltcup.

## Statistik
| Olympische Spiele \| \| Disziplin \| Platz \| \| Sapporo 1972 \| Abfahrt \| 29. \| \| \| Riesenslalom \| disqu. \| \| \| Slalom \| ausg. \| | Weltmeisterschaften - Alpine Skiweltmeisterschaften 1970 - Slalom: 11. - Abfahrt: 22. - Riesenslalom: 22. - Kombination: 9. - Alpine Skiweltmeisterschaften 1974 - Slalom: 9. - Riesenslalom: 23. |        |
| | Disziplin | Platz  |
| Sapporo 1972 | Abfahrt | 29.    |
| | Riesenslalom | disqu. |
| | Slalom | ausg.  |